# Happy Talk
「Happy Talk」（ハッピートーク）は、HappinessのDVDシングル。2009年10月21日にLDHから発売された。

## 概要
LDHの新プロジェクトとして、同事務所所属の3つのグループ（Love、Dream、Happiness）が2009年にデビューすることが決定。
5人編成からYURINOが加入し6人編成となり、Happinessの初の作品であり、インディーズでの発売となった。
Happinessがミスタードーナツの新商品「ショコラフレンチ」「フロッキーシュー」のイメージキャラクターに抜擢され、テレビCMに出演とともに同曲がCMソングとなった。
現在は廃盤になっており高価な価格で取引されることが多い。
「Happy Talk」はシングル「Kiss Me」と「JUICY LOVE」のC/W、アルバム「Happy Time」に収録されているが、収録時のボーカルで新たにレコーディングし直している。MUSIC VIDEOの音源はCD化されていない。

## 参加メンバー
MIYUU(performer)
SAYAKA(performer)
KAREN (vocal & performer)
MIMU(performer)
KAEDE (performer)
YURINO (performer)

## 収録曲
1. Happy Talk (MUSIC VIDEO)
作詞：矢嶋香織
作曲：板垣祐介
編曲：近藤隆史、田中ユウスケ
ミスタードーナツ CMソング
2. メイキング映像 (ジャケット撮影、レッスン、MUSIC VIDEO撮影)
3. TV-CM(2種類)

収録時間 約17分
アスペクト比 4:3 (メイキング映像は16:9)